# Житомирская областная государственная администрация
Житомирская областная государственная администрация — местная государственная администрация Житомирской области.
В связи с широкомасштабным вторжением России 24 февраля 2022 года приобрела статус военной администрации.

## История

### Председатели ОГА
1. Малиновский Антон Станиславович (7 июля 1995[3] — 7 апреля 1998[4])
2. Лушкин Владимир Андреевич (7 апреля 1998[5] — 31 августа 2001[6])
3. Рудченко Николай Николаевич (31 августа 2001[7] — 11 января 2004[8])
4. Рыжук Сергей Николаевич (11 января 2004[9] — 3 февраля 2005[10])
5. Жебровский Павел Иванович (4 февраля[11] — 19 декабря 2005[12])
6. Синявская Ирина Максимовна (19 декабря 2005[13] — 3 мая 2006[14])
7. Андрийчук Юрий Андреевич (16 июня[15] — 12 декабря 2006[16])
8. Павленко Юрий Алексеевич (26 декабря 2006[17] — 17 октября 2007[18])
9. Забела Юрий Владимирович (1 ноября 2007[19] — 18 марта 2010[20])
10. Рыжук Сергей Николаевич (18 марта 2010[21] — 2 марта 2014[22])
11. Кизин Сидор Васильевич (2 марта[23] — 22 июля 2014[24])
12. Машковский Сергей Александрович (22 июля 2014[25] — 31 августа 2016[26])
13. Гундич Игорь Петрович — 31 августа — 27 октября 2016 (врио); 27 октября 2016[27] — 24 июня 2019[28]
14. Лагута Ярослав Николаевич — 24 июня[29] — 8 августа 2019[30] (врио)
15. Бунечко Виталий Иванович — 8 августа 2019[31] —

## Структура
- Департамент агропромышленного развития и экономической политики
- Департамент финансов
- Департамент труда, социальной и семейной политики
- Управление дорожного строительства и инфраструктуры
- Департамент регионального развития
- Управление национально-патриотического воспитания, молодежи и спорта
- Управление внутреннего аудита и контрольно-аналитической работы
- Управление гражданской защиты населения и оборонной работы
- Управление здравоохранения
- Управление экологии и природных ресурсов
- Департамент культуры, молодежи и спорта
- Управление образования и науки
- Управление информационной деятельности и коммуникаций с общественностью
- Служба по делам детей
- Государственный архив Житомирской области
- Отдел энергетического менеджмента

## Руководство
- Председатель — Бунечко Виталий Иванович
- Первый заместитель председателя — Остапченко Наталья Витальевна
- Заместители председателя — Градовский Виктор Михайлович, Денисовец Юрий Николаевич[укр.]
- Заместитель председателя по вопросам взаимодействия с правоохранительными органами — Федько Александр Александрович
- Руководитель аппарата — Шарварко Олег Борисович

## Прием граждан
Прием граждан проводится по адресу: Житомир, площадь С. П. Королева, 1 (комнаты: 101, 102, 104, 106), облгосадминистрация.

## Основные функции
- Основные функции Житомирской облгосадминистрации